# Mira (grad u Italiji)
Mira je grad u pokrajini Venecija u regiji Veneto u Sjevernoj Italiji od 38.948 stanovnika.

## Geografske karakteristike
Mira se nalazi na pola puta između Padove i Venecije, u kraju koji se zove Riviera del Brenta, po kanalu uz koji leži. Duž kanala rijeke Brente kojeg su Mlečani izgradili između 1500. – 1700. godine, nalaze se brojne vile koje su bogati venecijanci izgradili u 18. stoljeću. U Miri se nalaze paladijeva Villa Foscari i Villa Widmann – Foscari.
Na jugoistoku općine nalaze se pličine Venecijanske lagune s mnoštvom malih otoka. Područje općine Mira bogato je je vodotokovima i kanalima koji zauzimaju 1/3 teritorija općine.

## Povijest
Područje Mire bilo je intenzivno obrađivano još za rimskih vremena, to se i danas vidi po rešetkastoj podjeli zemljišta. Neki tvrde da ime grada potječe od tornja (latinski: Mira) koji je služio u obrani teritorija.
Pravo naselje nastalo je u srednjem vijeku kao luka za teglenice, na kanalu Riviera del Brenta, koji je povezivao Veneciju i Padovu. To se naselje izvorno zvalo Cazoxana. Ime Mira, prema drugoj pretpostavci, uzeto je po zaštitniku Sv. Nikoli, koji je rođen u maloazijskoj Miri.
Mira je pripojena Kraljevini Italiji 1866. godine, a sljedeće godine tri općine Mira, Oriago i Gambarare spajile su se u jednu, koja je uzela ime Mira.

## Gospodarstvo
Mira je kraj sa snažnom kemijskom industrijom. Poduzeće predvodnik bila je Mira Lanza, tvornica deterdženata i sapuna, koja je u posljednjim desetljećima 20. stoljeća zapala u veliku krizu. Od 1989. Mira Lanza je postala dio multinacionalne kompanije Reckitt Benckiser (koja proizvodi poznate marke; Vanish, Lip Woolite, Ava, Sole, Finish, Calgon, Cillit Bang, Napisan, Glassex, Air Wick...). Danas je u Miri centar za istraživanje i razvoj kompanije Reckitt Benckiser.

## Vanjske poveznice
- (tal.) općina Mira